# رومي (نيويورك)
رومي (بالإنجليزية: Rome) هي مدينة في ولاية نيويورك الأمريكية. يبلغ عدد سكانها حسب تعداد سنة 2000: 34,950 نسمة. ويبلغ عددهم حسب تقدير 2007 حوالي:33,872 نسمة.

## التركيبة السكانية
حدّد مكتب تعداد الولايات المتحدة بيانات التركيبة السكانية لرومي في تعداد الولايات المتحدة. في ما يلي، التركيبة السكانية حسب تعدادي 2000 و2010.

### تعداد عام 2000
بلغ عدد سكان رومي 34,950 نسمة بحسب تعداد عام 2000، وبلغ عدد الأسر 13,653 أسرة وعدد العائلات 8,332 عائلة مقيمة في المدينة. في حين سجلت الكثافة السكانية 178.4 نسمة لكل كيلومتر مربع (462.1/ميل2). وبلغ عدد الوحدات السكنية 16,272 وحدة بمتوسط كثافة قدره 83 لكل كيلومتر مربع (215.0/ميل2).
وتوزع التركيب العرقي للمدينة بنسبة 87.85% من البيض و7.58% من الأمريكيين الأفارقة و0.27% من الأمريكيين الأصليين و0.88% من الأمريكيين ذوي الأصول الآسيوية و0.02% من سكان جزر المحيط الهادئ و1.35% من الأعراق الأخرى و2.05% من عرقين مختلطين أو أكثر و4.72% من الهسبانيون أو اللاتينيون من أي عرق.
بلغ عدد الأسر 13,653 أسرة كانت نسبة 30.3% منها لديها أطفال تحت سن الثامنة عشر تعيش معهم، وبلغت نسبة الأزواج القاطنين مع بعضهم البعض 42.6% من أصل المجموع الكلي للأسر، ونسبة 13.9% من الأسر كان لديها معيلات من الإناث دون وجود شريك، بينما كانت نسبة 4.5% من الأسر لديها معيلون من الذكور دون وجود شريكة وكانت نسبة 39% من غير العائلات. تألفت نسبة 33.2% من أصل جميع الأسر من عدة أفراد يعيشون في نفس المنزل ونسبة 14.6% كانت تتألف من شخص يعيش بمفرده يبلغ من العمر 65 عاماً أو أكثر. وبلغ متوسط حجم الأسرة المعيشية 2.30، أما متوسط حجم العائلات فبلغ 2.93.
بلغ العمر الوسطي للسكان 38.2 عاماً. وكانت نسبة 21.8% من القاطنين تحت سن الثامنة عشر، وكانت نسبة 7.4% بين الثامنة عشر والرابعة والعشرين عاماً، ونسبة 24.3% كانت واقعةً في الفئة العمرية ما بين الخامسة والعشرين والرابعة والأربعين عاماً، ونسبة 20.9% كانت ما بين الخامسة والأربعين والرابعة والستين، ونسبة 15.4% كانت ضمن فئة الخامسة والستين عاماً فما فوق. يوجد لكل 100 أنثى 91.4 ذكر، ويوجد لكل 100 أنثى في الثامنة عشر من عمرها فما فوق 87.4 ذكر.
بلغ متوسط دخل الأسرة في المدينة 33,643 دولارًا، أما متوسط دخل العائلة فبلغ 42,928 دولارًا. وكان متوسط دخل الذكور 31,635 دولارًا مقابل 23,899 دولارًا للإناث. وسجل دخل الفرد الخاص بالمدينة 18,604 دولارًا. وكانت نسبة 12% من العائلات ونسبة 15% من السكان تحت خط الفقر، وكان من هؤلاء نسبة 23.5% تحت سن الثامنة عشر ونسبة 7.6% في الخامسة والستين من العمر وما فوق.

### تعداد عام 2010
بلغ عدد سكان رومي 33,725 نسمة بحسب تعداد عام 2010، وبلغ عدد الأسر 13,526 أسرة وعدد العائلات 7,926 عائلة مقيمة في المدينة. في حين سجلت الكثافة السكانية 172.1 نسمة لكل كيلومتر مربع (445.7/ميل2). وبلغ عدد الوحدات السكنية 14,893 وحدة بمتوسط كثافة قدره 76 لكل كيلومتر مربع (196.8/ميل2).
وتوزع التركيب العرقي للمدينة بنسبة 87.42% من البيض و7.10% من الأمريكيين الأفارقة و0.34% من الأمريكيين الأصليين و1.09% من الأمريكيين ذوي الأصول الآسيوية و0% من سكان جزر المحيط الهادئ و1.39% من الأعراق الأخرى و2.65% من عرقين مختلطين أو أكثر و5.32% من الهسبانيون أو اللاتينيون من أي عرق.
بلغ عدد الأسر 13,526 أسرة كانت نسبة 28.4% منها لديها أطفال تحت سن الثامنة عشر تعيش معهم، وبلغت نسبة الأزواج القاطنين مع بعضهم البعض 37.7% من أصل المجموع الكلي للأسر، ونسبة 15.2% من الأسر كان لديها معيلات من الإناث دون وجود شريك، بينما كانت نسبة 5.7% من الأسر لديها معيلون من الذكور دون وجود شريكة وكانت نسبة 41.4% من غير العائلات. تألفت نسبة 34.9% من أصل جميع الأسر من عدة أفراد يعيشون في نفس المنزل ونسبة 14.1% كانت تتألف من شخص يعيش بمفرده يبلغ من العمر 65 عاماً أو أكثر. وبلغ متوسط حجم الأسرة المعيشية 2.28، أما متوسط حجم العائلات فبلغ 2.92.
بلغ العمر الوسطي للسكان 40.2 عاماً. وكانت نسبة 20.9% من القاطنين تحت سن الثامنة عشر، وكانت نسبة 9.1% بين الثامنة عشر والرابعة والعشرين عاماً، ونسبة 26.2% كانت واقعةً في الفئة العمرية ما بين الخامسة والعشرين والرابعة والأربعين عاماً، ونسبة 27.4% كانت ما بين الخامسة والأربعين والرابعة والستين، ونسبة 16.5% كانت ضمن فئة الخامسة والستين عاماً فما فوق. وتوزع التركيب الجنسي للسكان بنسبة 51.4% ذكور و48.6% إناث.

## أعلام
- بات رايلي
- ستيوارت ن. لاك
- بنجامين رايت رايموند
- بروس ديفيدسون
- فرجينيا ثراشير